# Andreas Wiemers

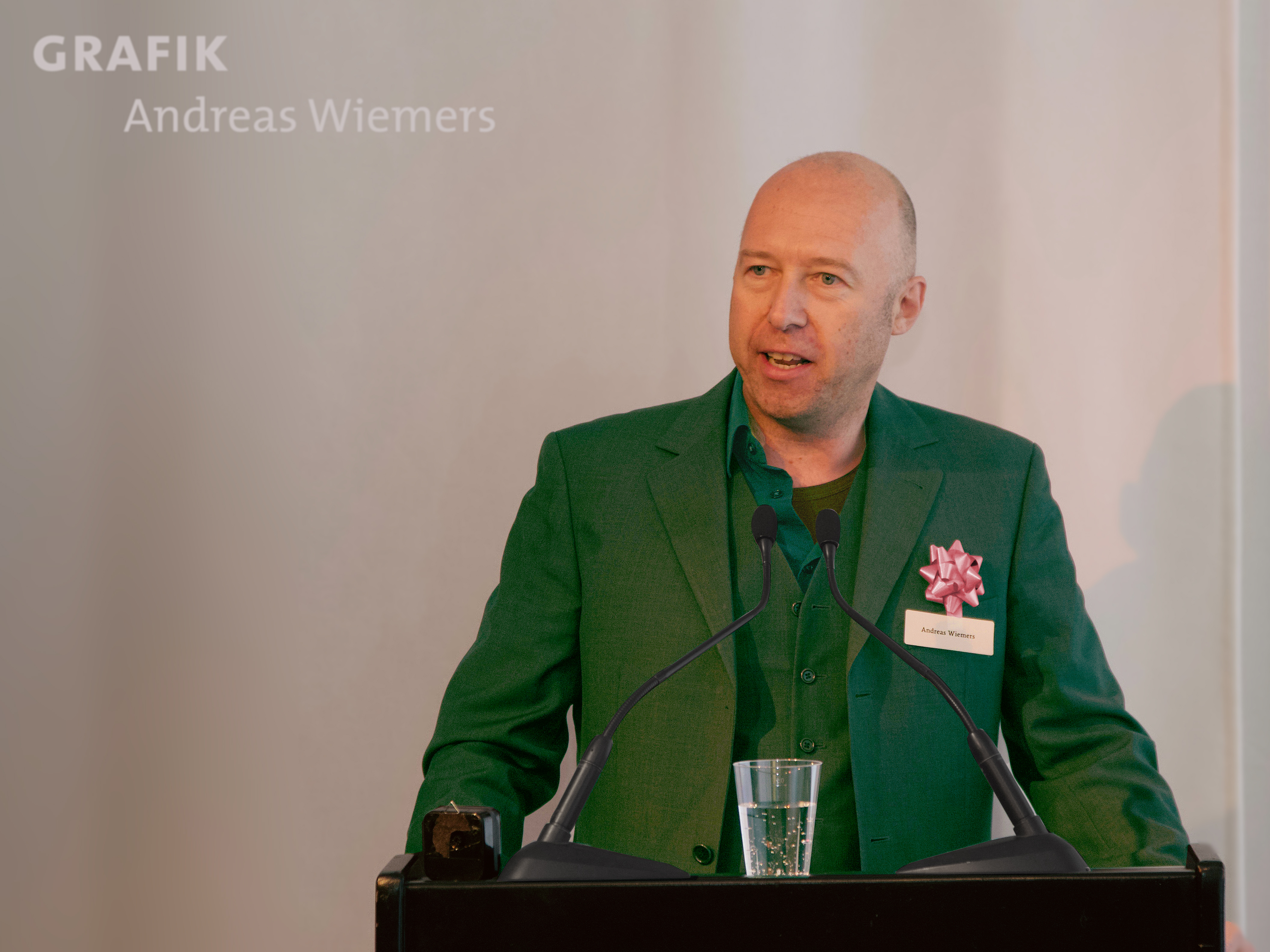
Andreas Wiemers (2011)

Andreas Wiemers (* 11. März 1966 in Warburg) ist ein deutscher Fernsehjournalist und Satire-Autor.

## Leben und Wirken
Wiemers studierte ab 1989 Politikwissenschaft an der Universität zu Köln. Als Freier Mitarbeiter berichtete er für den Kölner Stadt-Anzeiger, den Deutschlandfunk, Radio NRW und Radio Köln. Seit 1993 arbeitete Andreas Wiemers als Fernsehautor, zunächst, ab 1993 für den damaligen Nachrichtensender VOX, danach für den WDR. Hier produzierte er Beiträge für die WDR-Medienshow Parlazzo, das Jugendmagazin Lollo Rosso und die Sendungen ZAK und das ähnliche Magazin Privatfernsehen.
1997 holte das ZDF Andreas Wiemers zum Politmagazin Kennzeichen D nach Berlin. Seine ersten Fernsehsatiren produzierte er wenig später für das ZDF-Morgenmagazin. Anfang 2001 gehörte Andreas Wiemers zum Gründungsteam des Politmagazins Frontal. Er konzipierte hier die Satire-Filmserie Toll!. Gemeinsam mit Werner Doyé produzierte er wöchentlich aktuelle Folgen.
Jeweils im Dezember sendet das ZDF seit 2004 den satirischen Jahresrückblick von Wiemers und Doyé.
Unter dem Titel Auto gegen Fahrrad lief 2018 ein Film von Andreas Wiemers und Hans Koberstein in der Serie ZDFzoom. Die Dokumentation zeigte, wie gefährlich Radfahren in Innenstädten ist und wie sich in verschiedenen Städten Widerstand gegen das Konzept der „autogerechten Stadt“ formiert. 2013 war Andreas Wiemers zusammen mit Christian Esser, Birte Meier und Dana Nowak Autor der Dokumentation Die Nichtwähler, die drei Tage nach der Bundestagswahl am 25. September 2013 auf ZDFinfo erstausgestrahlt wurde. Zum 20. Jahrestag des Mauerfalls produzierten Werner Doyé und Andreas Wiemers die Mockumentary Der schwarze Kanal kehrt zurück, den das ZDF am Abend des 9. November 2009 ausstrahlte. Zusammen mit Hans Koberstein und Werner Doyé produzierte Andreas Wiemers 2005 die Dokumentation Die Macht der Bürokraten.
Im Carlsen-Verlag veröffentlichten Andreas Wiemers und Werner Doyé drei politische Satirebücher: Wo kommen eigentlich die kleinen Gesetze her? (2009), Mauerfall ein Riesenschwindel (2009) und Toll! Ein Buch! (2008).
Werner Doyé und Andreas Wiemers waren bisher sechs Mal für den Adolf-Grimme-Preis nominiert: Der schwarze Kanal kehrt zurück (2010), Satireserie Toll! (2010, 2008, 2007), Der satirische Jahresrückblick im ZDF (2009 und 2017).
Im Jahr 2018 sendete radioeins ab April wöchentlich die Rubrik Der heiße Scheiß von Werner Doyé und Andreas Wiemers. Die dreiminütigen Satirebeiträge liefen freitags am Schluss der Sendung Die schöne Woche.